# Clark Memorial Church

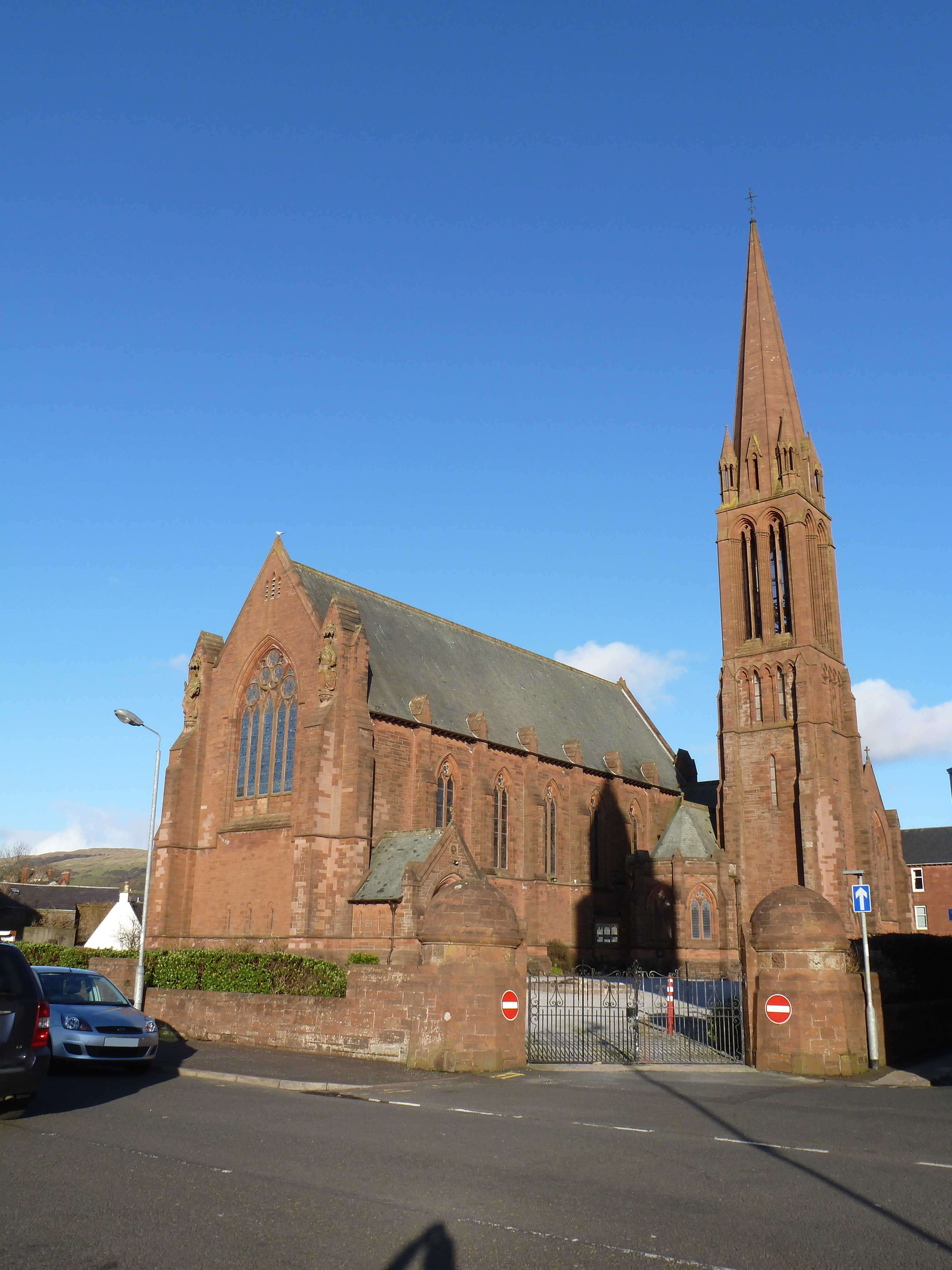
Clark Memorial Church

Die Clark Memorial Church ist ein Kirchengebäude der presbyterianischen Church of Scotland in der schottischen Stadt Largs in der Council Area North Ayrshire. 1971 wurde das Bauwerk in die schottischen Denkmallisten in der höchsten Denkmalkategorie A aufgenommen. Die Kirche ist noch als solche in Verwendung.

## Geschichte
Die Kirchengemeinde ist eine Gründung der kleinen christlichen Glaubensgemeinschaft Burgher Presbytery of Glasgow und geht zurück auf das Jahr 1780. Zunächst wurden die Gottesdienste in einem schlichten, reetgedeckten Haus abgehalten, bevor 1826 ein Kirchengebäude errichtet wurde. Dieses ist bis heute erhalten. Die Gemeinde verschmolz später zur United Secession Synod, die sich 1847 zur United Presbyterian Church of Scotland zusammenschloss. Zu Beginn der 1890er Jahre stiftete der Industrielle John Clark aus Paisley Gelder für einen Kirchenneubau. Das Gebäude wurde 1892 nach dreijähriger Bauzeit fertiggestellt und nach seinem Stifter benannt. Im Jahre 1900 vereinigte sich die United Presbyterian Church mit der Free Church of Scotland zur United Free Church of Scotland, die wiederum 1929 in der Church of Scotland aufging.

## Beschreibung
Das neogotische Bauwerk befindet sich im Zentrum von Largs an der Kreuzung zwischen Bath Street und Church Street. Direkt südlich liegt die St John’s Church. Für die Planung zeichnet der Architekt William Kerr aus Paisley verantwortlich. Die Seiten sind mit Spitzbogenfenstern gestaltet und sieben Achsen weit. Am Westgiebel befindet sich ein großes Maßwerk aus fünf Lanzettfenstern, das von Moses- (links) beziehungsweise Johannesreliefen (rechts) an den Gebäudekanten flankiert wird. An der Ostseite befindet sich ein großes Bleiglasfenster. An der Südostseite schließen sich eine Sakristei sowie ein Gemeindesaal an. Der dreistöckige Glockenturm an der Südseite ist durch einen halboktogonalen Bau mit dem Kirchenkörper verbunden. Dort befindet sich das mit verziertem Gesimse gearbeitete Spitzbogenportal. Darüber laufen spitzbögige Blendarkaden mit fünf Bögen je Seite um. Es schließen sich allseitig hohe Lanzett-Zwillingsfenster an. Der Turm schließt mit einem oktogonalen Helm mit spitzbögigen Lukarnen. Am Fuß des Helms ragen kleine Ecktürmchen auf.